# Yueya Quan
Yueya Quan (chinesisch 月牙泉, Pinyin Yuèyá Quán – „Mondsichelquelle“), auch: Mondsichelsee, ist ein halbmondförmiger See in einer 6 km südlich der Stadt Dunhuang in der chinesischen Provinz Gansu befindlichen Oase, die von hohen Dünen umgeben ist. Sie trägt ihren Namen seit der Qing-Dynastie. Sie ist benachbart mit den bis zu 300 m hohen Sterndünen, der Kumtag-Wüste, die Bestandteil der Taklamakan-Wüste ist. Aufgrund besonderer Sandwinddynamik werden sie auch als „widerhallenden“, oder „singenden“ Sanddünen (Mingsha Shan) bezeichnet.
Als Oase war sie wichtiger Anlaufpunkt für Reisende auf der Seidenstraße.

## Geologie
Ein historisch belegtes Phänomen ist, dass der See trotz angrenzender Wüste und unregelmäßig aufkommender Sandstürme seit über 2000 Jahren nicht versandet ist.
Der See wird vor allem von neuzeitlichen Gletscherwasser und Flusswasser gespeist und nur ein geringerer Teil durch aufsteigendes, vormodernes Wasser aus dem Tiefengrund. Der See befeuchtet dann die Dünen.
Wenn der Wassergehalt der Dünen 4 % übersteigt, erhöht sich der Widerstand der Dünen gegen Winderosion. Je mehr Feuchtigkeit in den Dünen gebunden ist, desto stabiler sind sie und können auch höher wachsen.
Wenn, so wie geschehen, durch übertriebene Ausbeutung der Grundwasserreserven der Grundwasserspiegel sinkt, kann es zu einer Trocknung der Dünen kommen und der bisher in den feuchten Dünen gebundene Sand wird durch den Wind wieder weiterbewegt.
Nach Messungen aus dem Jahr 1960 betrug die durchschnittliche Tiefe des Sees 4 bis 5 Meter, die maximale Tiefe 7,5 Meter. In den 1990er Jahren schrumpfte es auf eine Durchschnittstiefe von einem Meter.
Neuere Forschung stellte fest, dass die Hänge der beiden Dünen im Norden und Süden, die beide über 100 m hoch sind, relativ stabil waren, während die der Quelle zugewandten Hänge deutlich an Höhe gewonnen hatten und ihre Kammlinien in den letzten Jahrzehnten zusammengerückt waren. Zur Wiederherstellung der ursprünglichen Winddynamik und damit des „singenden Sandes“ wurden Maßnahmen wie die Entfernung übermäßigen Bewuchses und neu errichteter Bauten empfohlen.

## Tourismus
Der See mit seiner Pagode vermutlich aus der Han-Dynasty, die „singenden“ Sanddünen (Mingsha Shan) und die umliegende Wüste bilden eine Touristenattraktion, die oft in Kombination mit den nahe liegenden Mogao-Grotten besucht werden. Beide Gebiete sind Teil des  Dunhuang UNESCO Global Geopark.
An Touristenattraktionen werden Kameltouren, Sandrodeln, Wüstenmotorradtouren, Buggytouren, Hubschrauberrundflüge und Motorgleiterflüge angeboten.

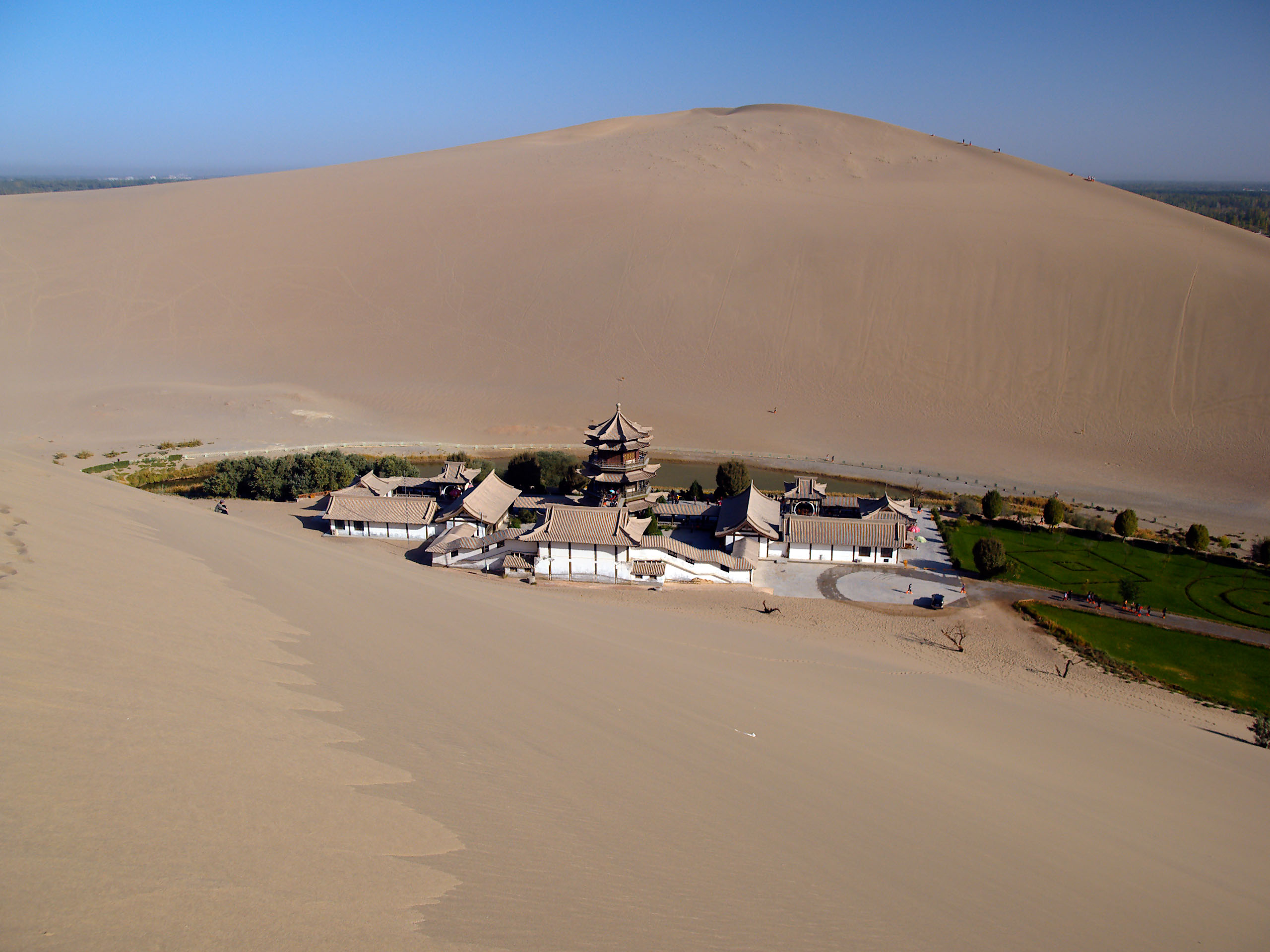
Umgebung um den See
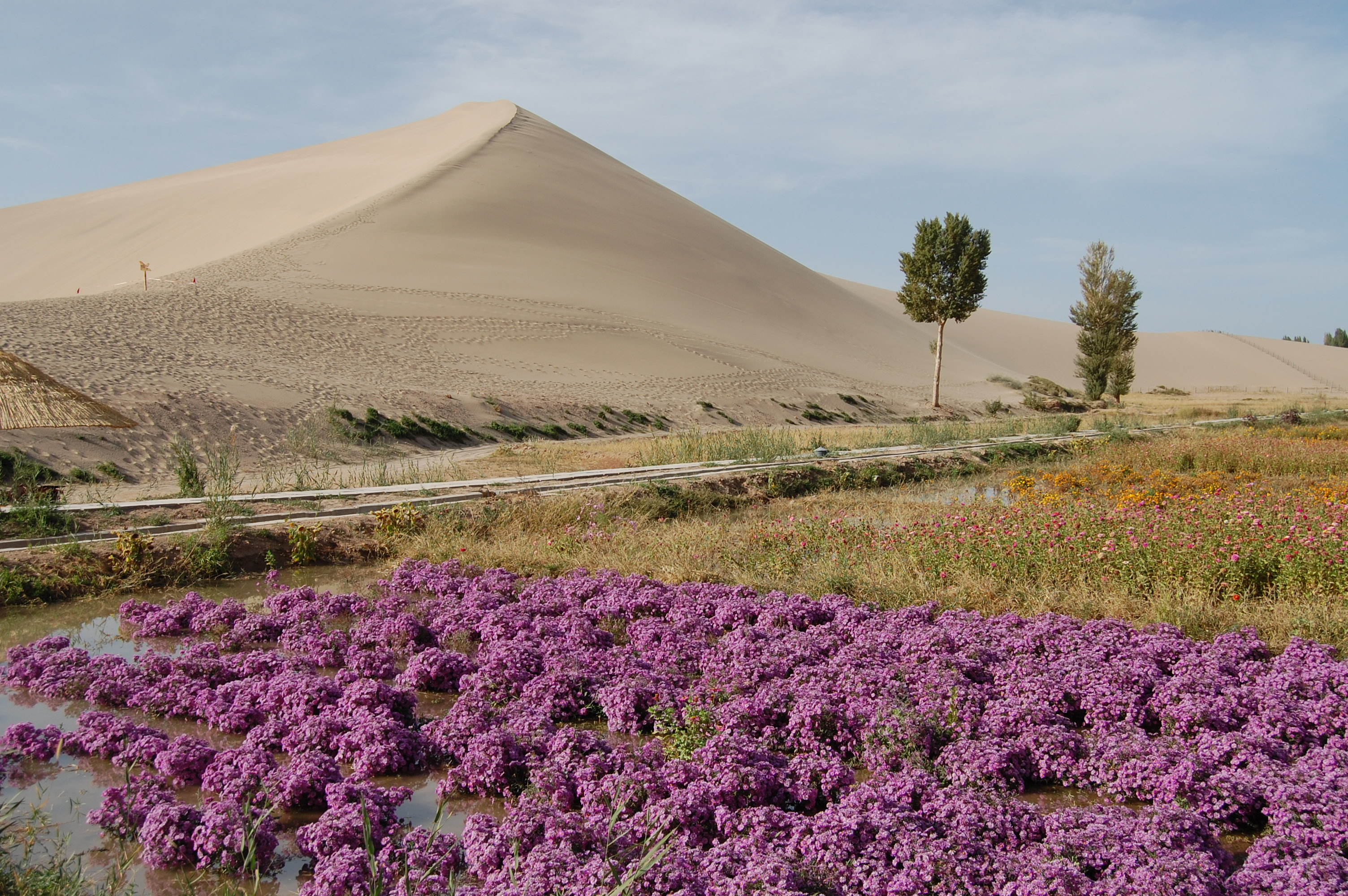
Blütenmeer am Yueya Quan
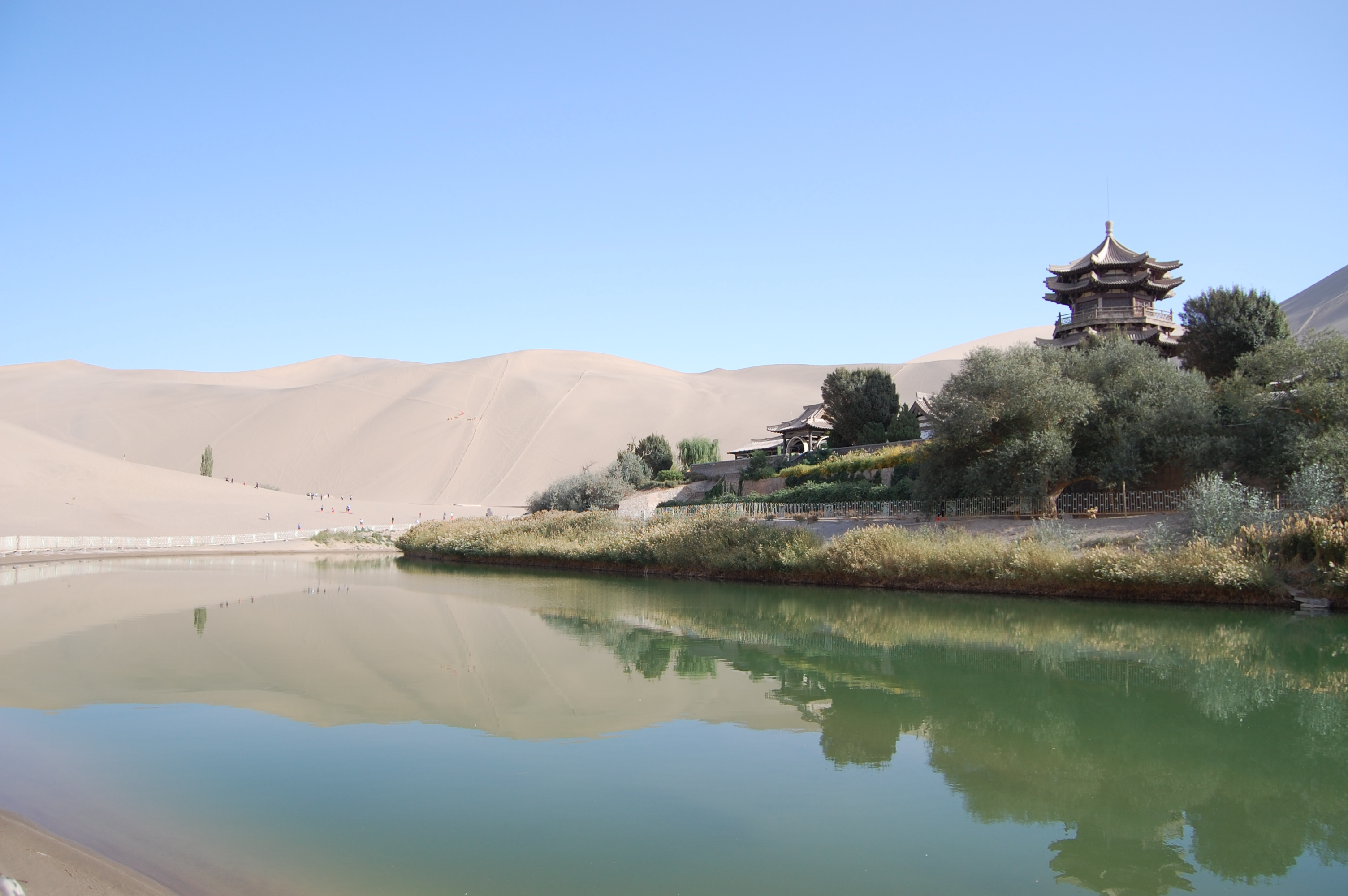
Yueya Quan in Dunhuang (2009)
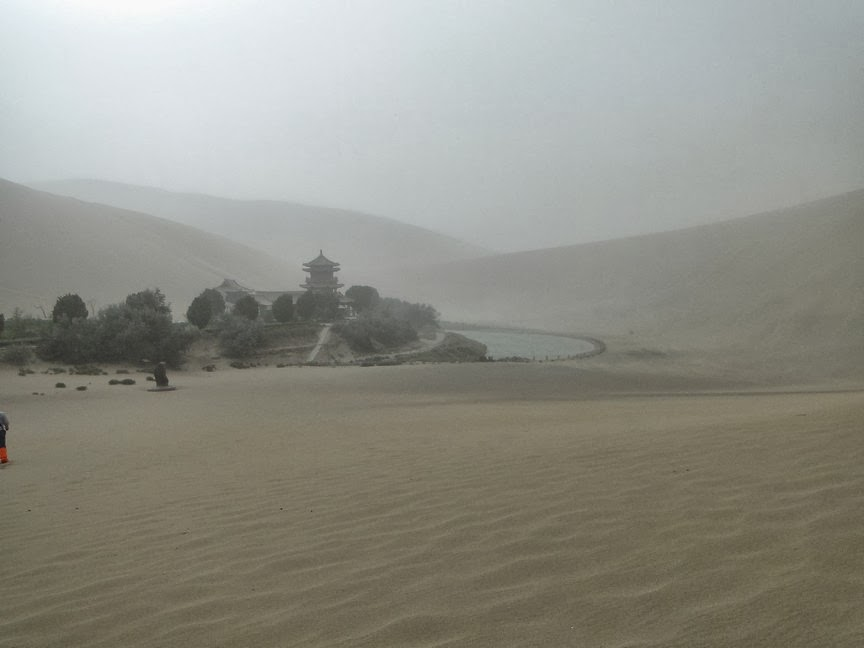
See in der Wüste und die Pagode